# Rolls-Royce V-8
La Rolls-Royce V-8 est un véhicule de tourisme produit en seulement 3 exemplaires, aujourd'hui tous détruits, par le constructeur automobile britannique Rolls-Royce. Destinée à concurrencer les populaires automobiles électriques de l'époque, elle dispose d'un moteur V8 refroidi par eau d'une cylindrée de 3 541 cm3. 
En 1905, deux exemplaires nommés Brougham sont produits (n° de châssis  80500 et 80501), en 1906 un unique exemplaire nommé Legalimit est produit (n° de châssis 40518).